# St Andrew's Church (Roma)
St Andrew's Church ou Igreja de Santo André é uma igreja da Igreja da Escócia em Roma, Itália, controlada pelo presbiterado da Europa. O ministro atual é o reverendo William B. McCulloch.
A congregação iniciou suas atividades no princípio da década de 1860 com um pequeno grupo de presbiterianos escoceses e americanos que se encontravam na vizinhança das Escadarias da Praça da Espanha (em italiano:  Scalinata di Spagna). Um primeiro edifício foi inaugurado em 1871 perto da Porta Flamínia. O atual, a meio caminho entre a Piazza della Repubblica e o  Palácio do Quirinal, foi inaugurado no início de 1885.
O alvará permitindo a construção só foi concedido sob a condição de que o edifício não se parecesse com uma igreja do lado de fora. Assim, sua arquitetura é similar à de vários ministérios italianos da época na mesma rua. O edifício está um pouco retraído a partir da rua, o que forma uma pequena praça à sua frente, e tem quatro andares. A igreja propriamente dita toma todo o andar térreo. Os andares superiores são escritórios, uma sacristia e uma amplo terraço com vista para a Cidade do Vaticano.
A arquitetura interior reflete a tradição presbiteriana primitiva, com um púlpito central e quase nenhuma decoração. Um memorial dedicado aos soldados escoceses mortos na Campanha da Itália ocupa uma posição de destaque.

## Galeria

Imagens da igreja
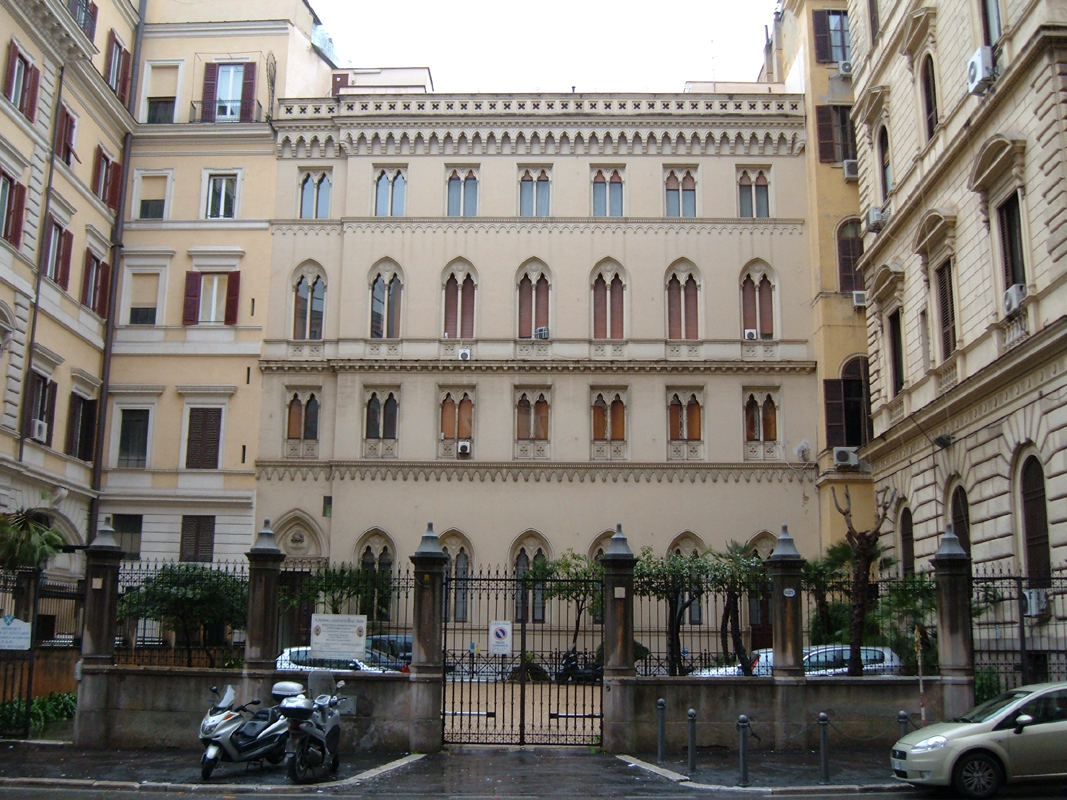
Outra vista da fachada
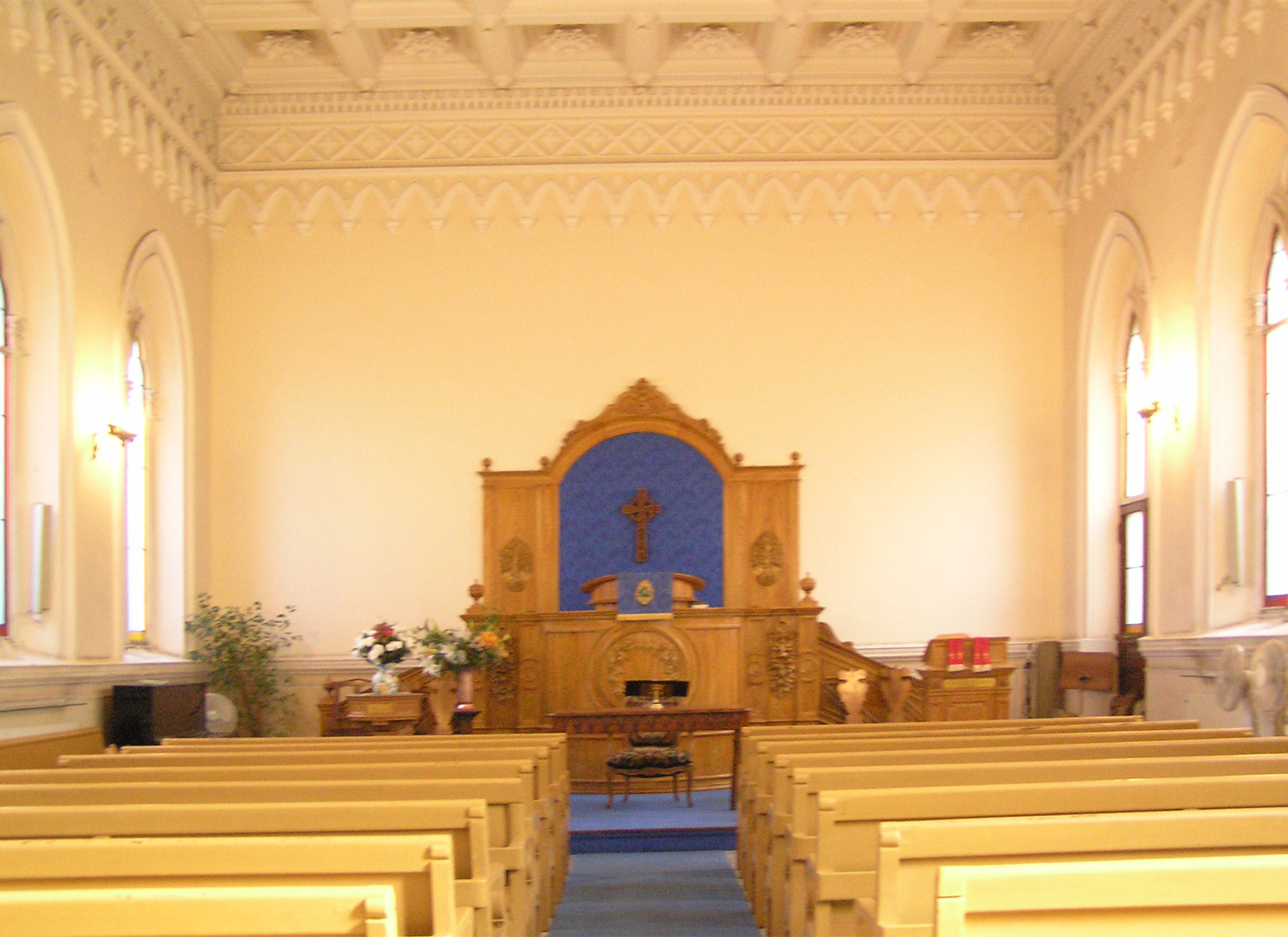
Interior e o púlpito central no lugar do altar-mor